# Aïn Draham
Aïn Draham (en árabe: عين دراهم‎  es una pequeña ciudad  en el noroeste de Túnez (gobernación de Jendouba) situada a unos 20 kilómetros al sur de Tabarka. Antiguo zoco, campamento militar y centro de verano y de servicios, se presenta como un modesto centro de desarrollo local.
Chef-lieu de la delegación de Aïn Draham de 35 400 habitantes, la ciudad tendrá una población de 9659 habitantes en 2014.

## Etimología
Según varias interpretaciones (algunos dicen que el manantial lleva el nombre de una mujer llamada Drahem), su nombre proviene de un manantial, llamado «Fuente de plata», que sirvió al primer campamento militar francés, y evoca los residuos minerales (plomo) que flotan en algunos lugares y le dan un color plateado.

## Geografía
La ciudad ocupa un sitio encaramado en un espolón entre el djebel El Bir (1014 metros) y el djbel Fersig (Este-Oeste) y en una cuenca entre el Valle de El Atatfa y el Valle de El Yafcha (Norte-Sur). Estas son formas debidas al transporte del flysch númida.
Esta zona local forma parte de un entorno bioclimático húmedo, con un récord nacional de precipitaciones (media anual de 1.534 milímetros) y una temperatura media anual de 15 °C, con una media diaria de 6,6 °C para el mes de enero y 23,9 °C para el mes de julio. La ciudad está situada en un claro en medio de una formación vegetal mediterránea (herbáceas, sotobosque y alcornoques).

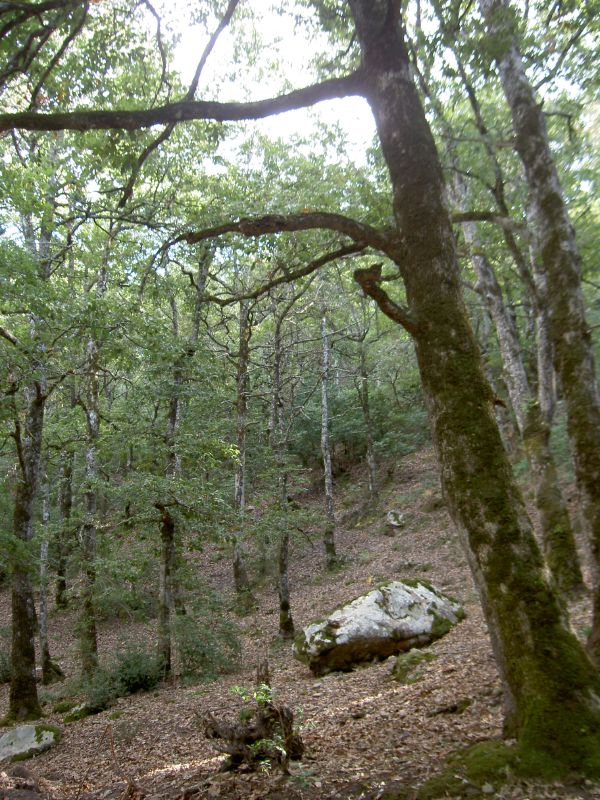
Bosque de Aïn Draham.
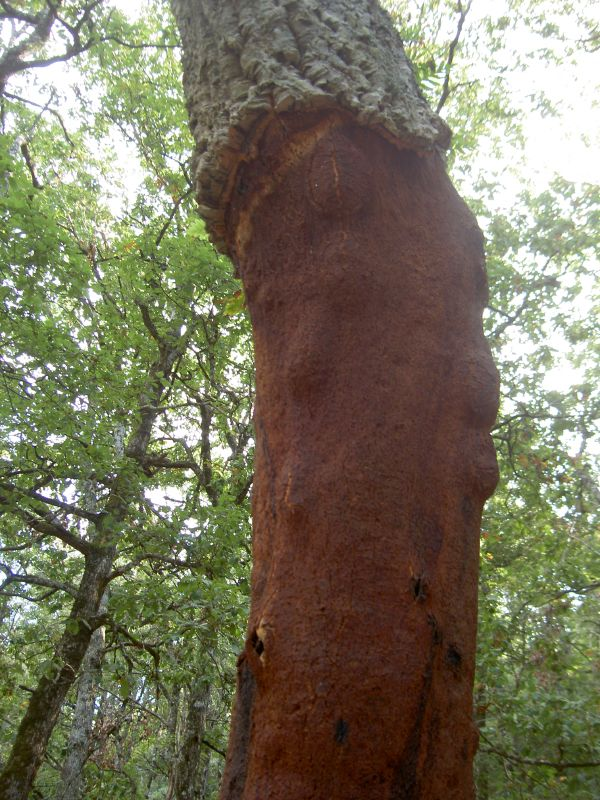
Primer plano de uno de los alcornoques en el bosque de Aïn Draham.

En invierno, la ciudad puede estar cubierta por la nieve; además, es aquí (así como en Thala y Makthar) donde se registraron las primeras nevadas en Túnez en noviembre de 1921.

## Historia
Aïn Draham fue originalmente una base militar francesa, la tercera opción para las tropas  después de Fernana y Mzaret Essardouk, luego un pueblo de servicio para los colonos (educación, comercio, explotación forestal, etc.). En 1892, fue uno de los primeros municipios establecidos en Túnez.
En 1930, se convirtió en un centro turístico polivalente  destinado a retener a los colonos franceses (pensiones, residencias, turismo administrativo, etc.). La situación forestal de la ciudad y su patrimonio colonial (arquitectura, azulejos rojos y artesanía) ofrece activos para el turismo interno: un confort termal estival, una gran riqueza de caza, especialmente de jabalí, rutas de senderismo, paseos a caballo o en bicicleta de montaña, turismo verde y deportivo y termalismo.
A partir de 1982, y tras una elección puramente política, la ciudad pasó a formar parte de un proyecto de turismo de masas que unía el bosque (Aïn Draham y el paso de las Ruinas) y el mar (complejo turístico integrado de Tabarka).